# Bundestagswahlkreis München-Ost
Der Wahlkreis München-Ost (Wahlkreis 217; bei der Bundestagswahl 2021 noch Wahlkreis 218) ist seit 1949 ein Bundestagswahlkreis in Bayern. Er umfasst die Münchner Stadtbezirke Altstadt-Lehel, Au-Haidhausen, Berg am Laim, Bogenhausen, Ramersdorf-Perlach und Trudering-Riem. Bei der Bundestagswahl 2021 waren 242.587 Einwohner wahlberechtigt. Wechselte die Parteizugehörigkeit des Direktmandatsträgers nach dem Zweiten Weltkrieg zunächst mehrmals, wurde der Wahlkreis bei allen Wahlen seit 1976 vom jeweiligen Kandidaten der CSU gewonnen.

## Wahlergebnisse

### Bundestagswahl 2025
Zur Bundestagswahl 2025 am 23. Februar traten 9 Direktkandidaten und 17 Landeslisten an und erzielten folgende Ergebnisse:
| Kandidaten        | Kandidaten                      | Parteien/Listen     | Erststimmen | Erststimmen | Zweitstimmen | Zweitstimmen |
| Kandidaten        | Kandidaten                      | Parteien/Listen     | Stimmen     | %           | Stimmen      | %            |
| ----------------- | ------------------------------- | ------------------- | ----------- | ----------- | ------------ | ------------ |
|                   | Wolfgang Stefingergewählt im WK | CSU                 | 73.929      | 36,3        | 63.472       | 31,1         |
|                   | David Rausch                    | SPD                 | 31.514      | 15,5        | 30.928       | 15,1         |
|                   | André Hermann                   | GRÜNE               | 49.343      | 24,2        | 44.955       | 22,0         |
|                   | Mahmut Türker                   | FDP                 | 8.250       | 4,0         | 12.795       | 6,3          |
|                   | Tobias Teich                    | AfD                 | 18.438      | 9,1         | 19.672       | 9,6          |
|                   | Rolf-Peter Döll                 | FREIE WÄHLER        | 3.648       | 1,8         | 2.488        | 1,2          |
|                   | David Briels                    | LINKE               | 12.464      | 6,1         | 17.133       | 8,4          |
|                   | -                               | dieBasis            | –           | –           | 436          | 0,2          |
|                   | -                               | Tierschutzpartei    | –           | –           | 1.324        | 0,6          |
|                   | Daniel Bittner                  | Die PARTEI          | 2.046       | 1,0         | 840          | 0,4          |
|                   | -                               | ÖDP                 | –           | –           | 740          | 0,4          |
|                   | -                               | BP                  | –           | –           | 208          | 0,1          |
|                   | Anna Schwarzmann                | Volt                | 4.084       | 2,0         | 2.280        | 1,1          |
|                   | –                               | PdH                 | –           | –           | 182          | 0,1          |
|                   | –                               | MLPD                | –           | –           | 46           | 0,0          |
|                   | –                               | BÜNDNIS DEUTSCHLAND | –           | –           | 133          | 0,1          |
|                   | –                               | BSW                 | –           | –           | 6.559        | 3,2          |
| Gesamt            | Gesamt                          | Gesamt              | 203.716     | 100         | 204.191      | 100          |
|                   |                                 |                     |             |             |              |              |
| Ungültige Stimmen | Ungültige Stimmen               | Ungültige Stimmen   | 1.063       | 0,5         | 588          | 0,3          |
| Wähler            | Wähler                          | Wähler              | 204.779     | 84,0        | 204.779      | 84,0         |
| Wahlberechtigte   | Wahlberechtigte                 | Wahlberechtigte     | 243.727     |             | 243.727      |              |
|                   |                                 |                     |             |             |              |              |
| Quellen: ,        |                                 |                     |             |             |              |              |

Kursive Direktkandidaten kandidieren nicht für die Landesliste, kursive Parteien treten ohne Landesliste an.

### Bundestagswahl 2021
Zur Bundestagswahl 2021 am 26. September wurden 17 Direktkandidaten und 26 Landeslisten zugelassen:
| Kandidaten                                            | Kandidaten                        | Parteien/Listen      | Erststimmen | Erststimmen | Zweitstimmen | Zweitstimmen |
| Kandidaten                                            | Kandidaten                        | Parteien/Listen      | Stimmen     | %           | Stimmen      | %            |
| ----------------------------------------------------- | --------------------------------- | -------------------- | ----------- | ----------- | ------------ | ------------ |
|                                                       | Wolfgang Stefingergewählt im WK   | CSU                  | 61.159      | 31,7        | 49.286       | 25,5         |
|                                                       | Claudia Tausend                   | SPD                  | 38.243      | 19,8        | 36.106       | 18,7         |
|                                                       | Wilfried Biedermann               | AfD                  | 8.066       | 4,2         | 8.978        | 4,6          |
|                                                       | Daniela Elisabeth Henriette Hauck | FDP                  | 18.104      | 9,4         | 27.112       | 14,0         |
|                                                       | Vaniessa Rashid                   | GRÜNE                | 42.367      | 21,9        | 47.647       | 24,7         |
|                                                       | Julian Tobias Zieglmaier          | Die Linke            | 4.907       | 2,5         | 7.080        | 3,7          |
|                                                       | Martin Engelbert Blasi            | FREIE WÄHLER         | 5.041       | 2,6         | 5.052        | 2,6          |
|                                                       | Rosa Maria Marghescu              | ÖDP                  | 1.930       | 1,0         | 1.289        | 0,7          |
|                                                       | Kathrin Eva Schmid                | Tierschutzpartei     | 2.501       | 1,3         | 1.762        | 0,9          |
|                                                       | Mario Walter Gafus                | BP                   | 579         | 0,3         | 473          | 0,2          |
|                                                       | Oliver-Steve Skerlec              | Die PARTEI           | 1.714       | 0,9         | 1.248        | 0,6          |
|                                                       | -                                 | PIRATEN              | –           | –           | 654          | 0,3          |
|                                                       | –                                 | NPD                  | –           | –           | 45           | 0,0          |
|                                                       | –                                 | V-Partei³            | –           | –           | 169          | 0,1          |
|                                                       | –                                 | Gesundheitsforschung | –           | –           | 148          | 0,1          |
|                                                       | -                                 | MLPD                 | –           | –           | 35           | 0,0          |
|                                                       | –                                 | DKP                  | –           | –           | 35           | 0,0          |
|                                                       | Roland Görög                      | dieBasis             | 2.432       | 1,3         | 2.450        | 1,3          |
|                                                       | Horst-Jürgen Wodarz               | Bündnis C            | 152         | 0,1         | 100          | 0,1          |
|                                                       | –                                 | III. Weg             | –           | –           | 33           | 0,0          |
|                                                       | -                                 | du.                  | –           | –           | 121          | 0,1          |
|                                                       | -                                 | LKR                  | –           | –           | 32           | 0,0          |
|                                                       | -                                 | Die Humanisten       | –           | –           | 201          | 0,1          |
|                                                       | Jürgen Todenhöfer                 | Team Todenhöfer      | 2.526       | 1,3         | 1.724        | 0,9          |
|                                                       | -                                 | UNABHÄNGIGE          | –           | –           | 239          | 0,1          |
|                                                       | Lisa Franziska Maria Meurer       | Volt                 | 1.630       | 0,8         | 1.252        | 0,6          |
|                                                       | Sabine Hedwig Maria Zuse          | BüSo                 | 51          | 0,0         | –            | –            |
|                                                       | Simon Klopstock                   | Einzelbewerber a     | 1.650       | 0,9         | –            | –            |
| Gesamt                                                | Gesamt                            | Gesamt               | 193.052     | 100         | 193.271      | 100          |
|                                                       |                                   |                      |             |             |              |              |
| Ungültige Stimmen                                     | Ungültige Stimmen                 | Ungültige Stimmen    | 906         | 0,5         | 687          | 0,4          |
| Wähler                                                | Wähler                            | Wähler               | 193.958     | 80,0        | 193.958      | 80,0         |
| Wahlberechtigte                                       | Wahlberechtigte                   | Wahlberechtigte      | 242.591     |             | 242.591      |              |
|                                                       |                                   |                      |             |             |              |              |
| Quellen: Die Bundeswahlleiterin, Kandidaten – Stimmen |                                   |                      |             |             |              |              |

Kursive Direktkandidaten kandidieren nicht für die Landesliste, kursive Parteien treten ohne Landesliste an.

### Bundestagswahl 2017
Zur Bundestagswahl 2017 am 24. September wurden 10 Direktkandidaten und 21 Landeslisten zugelassen.
| Kandidaten                                            | Kandidaten                      | Parteien/Listen      | Erststimmen | Erststimmen | Zweitstimmen | Zweitstimmen |
| Kandidaten                                            | Kandidaten                      | Parteien/Listen      | Stimmen     | %           | Stimmen      | %            |
| ----------------------------------------------------- | ------------------------------- | -------------------- | ----------- | ----------- | ------------ | ------------ |
|                                                       | Wolfgang Stefingergewählt im WK | CSU                  | 68.255      | 36,8        | 58.483       | 31,4         |
|                                                       | Claudia Tausend                 | SPD                  | 39.621      | 21,3        | 29.744       | 16,0         |
|                                                       | Margarete Bause                 | GRÜNE                | 28.278      | 15,2        | 29.866       | 16,0         |
|                                                       | Manfred Krönauer                | FDP                  | 16.451      | 8,9         | 27.459       | 14,7         |
|                                                       | Wilfried Biedermann             | AfD                  | 13.822      | 7,4         | 15.959       | 8,6          |
|                                                       | Brigitte Wolf                   | DIE LINKE            | 11.655      | 6,3         | 14.124       | 7,6          |
|                                                       | Rudolf Schabl                   | FREIE WÄHLER         | 3.223       | 1,7         | 2.111        | 1,1          |
|                                                       | –                               | PIRATEN              | –           | –           | 787          | 0,4          |
|                                                       | Glenn Giera                     | ÖDP                  | 2.693       | 1,5         | 1.546        | 0,8          |
|                                                       | Richard Progl                   | BP                   | 1.390       | 0,7         | 942          | 0,5          |
|                                                       | –                               | NPD                  | –           | –           | 158          | 0,1          |
|                                                       | –                               | Tierschutzpartei     | –           | –           | 1.530        | 0,8          |
|                                                       | –                               | MLPD                 | –           | –           | 79           | 0,0          |
|                                                       | Erich Kaisersberger             | Büso                 | 299         | 0,2         | 43           | 0,0          |
|                                                       | –                               | BGE                  | –           | –           | 366          | 0,2          |
|                                                       | –                               | DiB                  | –           | –           | 563          | 0,3          |
|                                                       | –                               | DKP                  | –           | –           | 56           | 0,0          |
|                                                       | –                               | DM                   | –           | –           | 262          | 0,1          |
|                                                       | –                               | Die PARTEI           | –           | –           | 1.576        | 0,8          |
|                                                       | –                               | Gesundheitsforschung | –           | –           | 159          | 0,1          |
|                                                       | –                               | V-Partei³            | –           | –           | 355          | 0,2          |
| Gesamt                                                | Gesamt                          | Gesamt               | 185.687     | 100         | 186.168      | 100          |
|                                                       |                                 |                      |             |             |              |              |
| Ungültige Stimmen                                     | Ungültige Stimmen               | Ungültige Stimmen    | 1.226       | 0,7         | 745          | 0,4          |
| Wähler                                                | Wähler                          | Wähler               | 186.913     | 78,2        | 186.913      | 78,2         |
| Wahlberechtigte                                       | Wahlberechtigte                 | Wahlberechtigte      | 239.169     |             | 239.169      |              |
|                                                       |                                 |                      |             |             |              |              |
| Quellen: Die Bundeswahlleiterin, Kandidaten – Stimmen |                                 |                      |             |             |              |              |

### Bundestagswahl 2013
| Kandidaten                                            | Kandidaten                      | Parteien/Listen     | Erststimmen | Erststimmen | Zweitstimmen | Zweitstimmen |
| Kandidaten                                            | Kandidaten                      | Parteien/Listen     | Stimmen     | %           | Stimmen      | %            |
| ----------------------------------------------------- | ------------------------------- | ------------------- | ----------- | ----------- | ------------ | ------------ |
|                                                       | Wolfgang Stefingergewählt im WK | CSU                 | 74.745      | 44,6        | 66.349       | 39,5         |
|                                                       | Claudia Tausend                 | SPD                 | 48.051      | 28,7        | 39.187       | 23,3         |
|                                                       | Manfred Krönauer                | FDP                 | 6.920       | 4,1         | 13.775       | 8,2          |
|                                                       | Ulrike Goldstein                | GRÜNE               | 17.100      | 10,2        | 21.719       | 12,9         |
|                                                       | Oguz Lüle                       | DIE LINKE           | 5.713       | 3,4         | 7.131        | 4,2          |
|                                                       | Holger van Lengerich            | PIRATEN             | 3.757       | 2,2         | 3.814        | 2,3          |
|                                                       | Karl Richter                    | NPD                 | 1.145       | 0,7         | 621          | 0,4          |
|                                                       | Klaus Buchner                   | ÖDP                 | 2.702       | 1,6         | 1.575        | 0,9          |
|                                                       | –                               | REP                 | –           | –           | 297          | 0,2          |
|                                                       | –                               | Bündnis 21/RRP      | –           | –           | 47           | 0,0          |
|                                                       | Christa Philipp                 | BP                  | 2.080       | 1,2         | 1.235        | 0,7          |
|                                                       | –                               | Tierschutzpartei    | –           | –           | 1.124        | 0,7          |
|                                                       | –                               | DIE VIOLETTEN       | –           | –           | 210          | 0,1          |
|                                                       | Erich Kaisersberger             | BüSo                | 249         | 0,1         | 45           | 0,0          |
|                                                       | –                               | MLPD                | –           | –           | 41           | 0,0          |
|                                                       | –                               | AfD                 | –           | –           | 7.807        | 4,6          |
|                                                       | –                               | pro Deutschland     | –           | –           | 113          | 0,1          |
|                                                       | –                               | DIE FRAUEN          | –           | –           | 206          | 0,1          |
|                                                       | Stephanie Hentschel             | FREIE WÄHLER        | 4.978       | 3,0         | 2.600        | 1,5          |
|                                                       | –                               | PARTEI DER VERNUNFT | –           | –           | 146          | 0,1          |
| Gesamt                                                | Gesamt                          | Gesamt              | 167.440     | 100         | 168.042      | 100          |
|                                                       |                                 |                     |             |             |              |              |
| Ungültige Stimmen                                     | Ungültige Stimmen               | Ungültige Stimmen   | 1.355       | 0,8         | 753          | 0,4          |
| Wähler                                                | Wähler                          | Wähler              | 168.795     | 71,4        | 168.795      | 71,4         |
| Wahlberechtigte                                       | Wahlberechtigte                 | Wahlberechtigte     | 236.523     |             | 236.523      |              |
|                                                       |                                 |                     |             |             |              |              |
| Quellen: Die Bundeswahlleiterin, Kandidaten – Stimmen |                                 |                     |             |             |              |              |

### Bundestagswahl 2009
| Kandidaten                                          | Kandidaten                         | Parteien/Listen      | Erststimmen | Erststimmen | Zweitstimmen | Zweitstimmen |
| Kandidaten                                          | Kandidaten                         | Parteien/Listen      | Stimmen     | %           | Stimmen      | %            |
| --------------------------------------------------- | ---------------------------------- | -------------------- | ----------- | ----------- | ------------ | ------------ |
|                                                     | Herbert Frankenhausergewählt im WK | CSU                  | 61.412      | 36,4        | 55.854       | 33,0         |
|                                                     | Claudia Tausend                    | SPD                  | 44.917      | 26,6        | 32.109       | 19,0         |
|                                                     | Rainer Stinner                     | FDP                  | 24.022      | 14,2        | 31.531       | 18,6         |
|                                                     | Ulrike Goldstein                   | GRÜNE                | 21.722      | 12,9        | 27.466       | 16,2         |
|                                                     | Nicole Gohlke                      | DIE LINKE            | 9.109       | 5,4         | 10.996       | 6,5          |
|                                                     | Walter Böhm                        | NPD                  | 1.286       | 0,8         | 1.038        | 0,6          |
|                                                     | –                                  | REP                  | –           | –           | 439          | 0,3          |
|                                                     | –                                  | FAMILIE              | –           | –           | 546          | 0,3          |
|                                                     | Caroline Schwarz                   | BP                   | 1.574       | 0,9         | 1.079        | 0,6          |
|                                                     | –                                  | PBC                  | –           | –           | 106          | 0,1          |
|                                                     | Martin Hennig                      | BüSo                 | 221         | 0,1         | 127          | 0,1          |
|                                                     | –                                  | MLPD                 | –           | –           | 51           | 0,0          |
|                                                     | –                                  | CM                   | –           | –           | 83           | 0,0          |
|                                                     | –                                  | DVU                  | –           | –           | 74           | 0,0          |
|                                                     | –                                  | DIE VIOLETTEN        | –           | –           | 352          | 0,2          |
|                                                     | –                                  | Die Tierschutzpartei | –           | –           | 1.099        | 0,6          |
|                                                     | Günther Hartmann                   | ödp                  | 2.147       | 1,3         | 1.283        | 0,8          |
|                                                     | –                                  | PIRATEN              | –           | –           | 3.715        | 2,2          |
|                                                     | Joachim Ullrich                    | RRP                  | 1.616       | 1,0         | 1.358        | 0,8          |
|                                                     | Thomas Karcher                     | Einzelbewerber a     | 839         | 0,5         | –            | –            |
| Gesamt                                              | Gesamt                             | Gesamt               | 168.865     | 100         | 169.306      | 100          |
|                                                     |                                    |                      |             |             |              |              |
| Ungültige Stimmen                                   | Ungültige Stimmen                  | Ungültige Stimmen    | 1.469       | 0,9         | 1.028        | 0,6          |
| Wähler                                              | Wähler                             | Wähler               | 170.334     | 73,7        | 170.334      | 73,7         |
| Wahlberechtigte                                     | Wahlberechtigte                    | Wahlberechtigte      | 231.017     |             | 231.017      |              |
|                                                     |                                    |                      |             |             |              |              |
| Quellen: Der Bundeswahlleiter, Kandidaten – Stimmen |                                    |                      |             |             |              |              |

### Bundestagswahl 2005
| Kandidaten                                          | Kandidaten                         | Parteien/Listen   | Erststimmen | Erststimmen | Zweitstimmen | Zweitstimmen |
| Kandidaten                                          | Kandidaten                         | Parteien/Listen   | Stimmen     | %           | Stimmen      | %            |
| --------------------------------------------------- | ---------------------------------- | ----------------- | ----------- | ----------- | ------------ | ------------ |
|                                                     | Herbert Frankenhausergewählt im WK | CSU               | 73.067      | 43,4        | 65.031       | 38,5         |
|                                                     | Claudia Tausend                    | SPD               | 61.036      | 36,3        | 48.238       | 28,5         |
|                                                     | Ulrike Goldstein                   | GRÜNE             | 14.060      | 8,4         | 23.001       | 13,6         |
|                                                     | Rainer Stinner                     | FDP               | 12.650      | 7,5         | 22.078       | 13,1         |
|                                                     | –                                  | REP               | –           | –           | 716          | 0,4          |
|                                                     | Brigitte Lydia Wolf                | Die Linke.        | 4.833       | 2,9         | 6.158        | 3,6          |
|                                                     | Renate Werlberger                  | NPD               | 1.563       | 0,9         | 1.101        | 0,7          |
|                                                     | –                                  | PBC               | –           | –           | 148          | 0,1          |
|                                                     | –                                  | BP                | –           | –           | 608          | 0,4          |
|                                                     | –                                  | DIE FRAUEN        | –           | –           | 302          | 0,2          |
|                                                     | –                                  | GRAUE             | –           | –           | 727          | 0,4          |
|                                                     | Melanie Katharina Gatzke           | BüSo              | 1.089       | 0,6         | 245          | 0,1          |
|                                                     | –                                  | FAMILIE           | –           | –           | 591          | 0,3          |
|                                                     | –                                  | MLPD              | –           | –           | 76           | 0,0          |
| Gesamt                                              | Gesamt                             | Gesamt            | 168.298     | 100         | 169.020      | 100          |
|                                                     |                                    |                   |             |             |              |              |
| Ungültige Stimmen                                   | Ungültige Stimmen                  | Ungültige Stimmen | 2.082       | 1,2         | 1.360        | 0,8          |
| Wähler                                              | Wähler                             | Wähler            | 170.380     | 77,7        | 170.380      | 77,7         |
| Wahlberechtigte                                     | Wahlberechtigte                    | Wahlberechtigte   | 219.413     |             | 219.413      |              |
|                                                     |                                    |                   |             |             |              |              |
| Quellen: Der Bundeswahlleiter, Kandidaten – Stimmen |                                    |                   |             |             |              |              |

### Bundestagswahl 2002
| Kandidaten                                          | Kandidaten                              | Parteien/Listen   | Erststimmen | Erststimmen | Zweitstimmen | Zweitstimmen |
| Kandidaten                                          | Kandidaten                              | Parteien/Listen   | Stimmen     | %           | Stimmen      | %            |
| --------------------------------------------------- | --------------------------------------- | ----------------- | ----------- | ----------- | ------------ | ------------ |
|                                                     | Herbert Otto Frankenhausergewählt im WK | CSU               | 78.887      | 45,3        | 80.347       | 45,9         |
|                                                     | Fritz Schösser                          | SPD               | 65.525      | 37,6        | 50.631       | 28,9         |
|                                                     | Daniel Günthör                          | GRÜNE             | 15.234      | 8,7         | 26.737       | 15,3         |
|                                                     | Rainer Stinner                          | FDP               | 12.158      | 7,0         | 11.740       | 6,7          |
|                                                     | –                                       | REP               | –           | –           | 672          | 0,4          |
|                                                     | –                                       | ödp               | –           | –           | 425          | 0,2          |
|                                                     | Nino Johannes Joscha Reger              | PDS               | 1.701       | 1,0         | 2.028        | 1,2          |
|                                                     | –                                       | BP                | –           | –           | 204          | 0,1          |
|                                                     | –                                       | Tierschutz        | –           | –           | 740          | 0,4          |
|                                                     | –                                       | GRAUE             | –           | –           | 246          | 0,1          |
|                                                     | –                                       | PBC               | –           | –           | 86           | 0,0          |
|                                                     | –                                       | NPD               | –           | –           | 241          | 0,1          |
|                                                     | –                                       | DIE FRAUEN        | –           | –           | 145          | 0,1          |
|                                                     | –                                       | CM                | –           | –           | 70           | 0,0          |
|                                                     | Melanie Katharina Gatzke                | BüSo              | 662         | 0,4         | 116          | 0,1          |
|                                                     | –                                       | AUFBRUCH          | –           | –           | 152          | 0,1          |
|                                                     | –                                       | Schill            | –           | –           | 444          | 0,3          |
| Gesamt                                              | Gesamt                                  | Gesamt            | 174.167     | 100         | 175.024      | 100          |
|                                                     |                                         |                   |             |             |              |              |
| Ungültige Stimmen                                   | Ungültige Stimmen                       | Ungültige Stimmen | 1.750       | 1,0         | 893          | 0,5          |
| Wähler                                              | Wähler                                  | Wähler            | 175.917     | 81,0        | 175.917      | 81,0         |
| Wahlberechtigte                                     | Wahlberechtigte                         | Wahlberechtigte   | 217.262     |             | 217.262      |              |
|                                                     |                                         |                   |             |             |              |              |
| Quellen: Der Bundeswahlleiter, Kandidaten – Stimmen |                                         |                   |             |             |              |              |

### Bundestagswahl 1998
| Kandidaten                                          | Kandidaten                              | Parteien/Listen     | Erststimmen | Erststimmen | Zweitstimmen | Zweitstimmen |
| Kandidaten                                          | Kandidaten                              | Parteien/Listen     | Stimmen     | %           | Stimmen      | %            |
| --------------------------------------------------- | --------------------------------------- | ------------------- | ----------- | ----------- | ------------ | ------------ |
|                                                     | Herbert Otto Frankenhausergewählt im WK | CSU                 | 60.085      | 46,5        | 54.190       | 41,9         |
|                                                     | Fritz Schösser                          | SPD                 | 51.494      | 39,9        | 46.304       | 35,8         |
|                                                     | Berndt Hirsch                           | FDP                 | 4.553       | 3,5         | 10.261       | 7,9          |
|                                                     | Maria Elisabeth Robles-Salgado          | GRÜNE               | 6.752       | 5,2         | 10.529       | 8,1          |
|                                                     | Brigitte Lydia Wolf                     | PDS                 | 1.122       | 0,9         | 1.357        | 1,0          |
|                                                     | –                                       | APPD                | –           | –           | 121          | 0,1          |
|                                                     | –                                       | BP                  | –           | –           | 486          | 0,4          |
|                                                     | Rene Hans-Joachim Noack                 | BüSo                | 191         | 0,1         | 60           | 0,0          |
|                                                     | –                                       | BFB – Die Offensive | –           | –           | 685          | 0,5          |
|                                                     | –                                       | Chance 2000         | –           | –           | 49           | 0,0          |
|                                                     | –                                       | CM                  | –           | –           | 62           | 0,0          |
|                                                     | –                                       | DVU                 | –           | –           | 1.035        | 0,8          |
|                                                     | Erich Oppermann                         | GRAUE               | 742         | 0,6         | 420          | 0,3          |
|                                                     | Kurt Reinhard Ernst Bangert             | REP                 | 2.893       | 2,2         | 2.138        | 1,7          |
|                                                     | –                                       | DIE FRAUEN          | –           | –           | 75           | 0,1          |
|                                                     | –                                       | Pro DM              | –           | –           | 331          | 0,3          |
|                                                     | –                                       | MLPD                | –           | –           | 13           | 0,0          |
|                                                     | –                                       | Tierschutz          | –           | –           | 395          | 0,3          |
|                                                     | –                                       | NPD                 | –           | –           | 96           | 0,1          |
|                                                     | Jürgen von zur Mühlen                   | NATURGESETZ         | 397         | 0,3         | 161          | 0,1          |
|                                                     | Conrad Lausberg                         | ödp                 | 872         | 0,7         | 535          | 0,4          |
|                                                     | –                                       | PBC                 | –           | –           | 76           | 0,1          |
| Gesamt                                              | Gesamt                                  | Gesamt              | 129.101     | 100         | 129.379      | 100          |
|                                                     |                                         |                     |             |             |              |              |
| Ungültige Stimmen                                   | Ungültige Stimmen                       | Ungültige Stimmen   | 865         | 0,7         | 587          | 0,5          |
| Wähler                                              | Wähler                                  | Wähler              | 129.966     | 78,8        | 129.966      | 78,8         |
| Wahlberechtigte                                     | Wahlberechtigte                         | Wahlberechtigte     | 165.009     |             | 165.009      |              |
|                                                     |                                         |                     |             |             |              |              |
| Quellen: Der Bundeswahlleiter, Kandidaten – Stimmen |                                         |                     |             |             |              |              |

### Bundestagswahl 1994
| Kandidaten                                                              | Kandidaten                         | Parteien/Listen   | Erststimmen | Erststimmen | Zweitstimmen | Zweitstimmen |
| Kandidaten                                                              | Kandidaten                         | Parteien/Listen   | Stimmen     | %           | Stimmen      | %            |
| ----------------------------------------------------------------------- | ---------------------------------- | ----------------- | ----------- | ----------- | ------------ | ------------ |
|                                                                         | Herbert Frankenhausergewählt im WK | CSU               | 60.889      | 48,3        | 56.061       | 44,3         |
|                                                                         | Kurt Damaschke                     | SPD               | 43.125      | 34,2        | 40.177       | 31,7         |
|                                                                         | Berndt Michael Hirsch              | FDP               | 6.303       | 5,0         | 12.630       | 10,0         |
|                                                                         | Maria-Elisabeth Robles-Salgado     | GRÜNE             | 8.771       | 7,0         | 10.029       | 7,9          |
|                                                                         | Jolanthe Putz                      | PDS               | 744         | 0,6         | 1.190        | 0,9          |
|                                                                         | –                                  | BP                | –           | –           | 725          | 0,6          |
|                                                                         | Manuela Schoeppel                  | Solidarität       | 367         | 0,3         | 44           | 0,0          |
|                                                                         | –                                  | LIGA              | –           | –           | 75           | 0,1          |
|                                                                         | –                                  | CM                | –           | –           | 61           | 0,0          |
|                                                                         | Sieglinde Rauch                    | GRAUE             | 1.125       | 0,9         | 565          | 0,4          |
|                                                                         | –                                  | NATURGESETZ       | –           | –           | 160          | 0,1          |
|                                                                         | Kurt Bangert                       | REP               | 3.267       | 2,6         | 3.170        | 2,5          |
|                                                                         | –                                  | MLPD              | –           | –           | 13           | 0,0          |
|                                                                         | –                                  | Tierschutz        | –           | –           | 523          | 0,4          |
|                                                                         | Bernhard Bombe                     | ödp               | 1.303       | 1,0         | 864          | 0,7          |
|                                                                         | –                                  | PBC               | –           | –           | 65           | 0,1          |
|                                                                         | –                                  | STATT Partei      | –           | –           | 223          | 0,2          |
|                                                                         | Karl-Oskar Riemer                  | LD                | 221         | 0,2         | –            | –            |
| Gesamt                                                                  | Gesamt                             | Gesamt            | 126.115     | 100         | 126.575      | 100          |
|                                                                         |                                    |                   |             |             |              |              |
| Ungültige Stimmen                                                       | Ungültige Stimmen                  | Ungültige Stimmen | 947         | 0,7         | 487          | 0,4          |
| Wähler                                                                  | Wähler                             | Wähler            | 127.062     | 75,8        | 127.062      | 75,8         |
| Wahlberechtigte                                                         | Wahlberechtigte                    | Wahlberechtigte   | 167.647     |             | 167.647      |              |
|                                                                         |                                    |                   |             |             |              |              |
| Quellen: Der Bundeswahlleiter, Stimmen – Der Landeswahlleiter, Ergebnis |                                    |                   |             |             |              |              |

## Wahlkreissieger seit 1949
| Wahl | Erststimmen in % | Name                  | Partei |
| ---- | ---------------- | --------------------- | ------ |
| 2025 | 36,3             | Wolfgang Stefinger    | CSU    |
| 2021 | 31,7             | Wolfgang Stefinger    | CSU    |
| 2017 | 36,8             | Wolfgang Stefinger    | CSU    |
| 2013 | 44,6             | Wolfgang Stefinger    | CSU    |
| 2009 | 36,4             | Herbert Frankenhauser | CSU    |
| 2005 | 43,4             | Herbert Frankenhauser | CSU    |
| 2002 | 45,3             | Herbert Frankenhauser | CSU    |
| 1998 | 46,5             | Herbert Frankenhauser | CSU    |
| 1994 | 48,3             | Herbert Frankenhauser | CSU    |
| 1990 | 39,5             | Herbert Frankenhauser | CSU    |
| 1987 | 46,2             | Rudolf Kraus          | CSU    |
| 1983 | 48,8             | Rudolf Kraus          | CSU    |
| 1980 | 44,8             | Rudolf Kraus          | CSU    |
| 1976 | 47,9             | Rudolf Kraus          | CSU    |
| 1972 | 50,9             | Jürgen Vahlberg       | SPD    |
| 1969 | 49,6             | Franz Marx            | SPD    |
| 1965 | 44,7             | Franz Marx            | SPD    |
| 1961 | 43,1             | Franz Marx            | SPD    |
| 1957 | 43,5             | Georg Lang            | CSU    |
| 1953 | 43,1             | Angelo Kramel         | CSU    |
| 1949 | 30,8             | Franz Marx            | SPD    |

## Wahlkreisgeschichte
| Wahl      | Wahlkreisname   | Gebiet                                                                                           |
| --------- | --------------- | ------------------------------------------------------------------------------------------------ |
| 2025–     | 217 München-Ost | Bogenhausen, Ramersdorf-Perlach, Berg am Laim, Trudering-Riem, Au-Haidhausen, Altstadt-Lehel     |
| 2017–2021 | 218 München-Ost | Bogenhausen, Ramersdorf-Perlach, Berg am Laim, Trudering-Riem, Au-Haidhausen, Altstadt-Lehel     |
| 2009–2013 | 219 München-Ost | Bogenhausen, Ramersdorf-Perlach, Berg am Laim, Trudering-Riem, Au-Haidhausen, Altstadt-Lehel     |
| 2002–2005 | 220 München-Ost | Bogenhausen, Ramersdorf-Perlach, Berg am Laim, Trudering-Riem, Au-Haidhausen, Altstadt-Lehel     |
| 1994–1998 | 205 München-Ost | Bogenhausen, Ramersdorf, Perlach, Berg am Laim, Trudering, Riem                                  |
| 1980–1990 | 205 München-Ost | Bogenhausen, Ramersdorf, Perlach, Berg am Laim, Trudering, Riem, Au, Haidhausen                  |
| 1965–1976 | 206 München-Ost | Bogenhausen, Ramersdorf, Perlach, Berg am Laim, Trudering, Riem, Au, Haidhausen                  |
| 1953–1961 | 201 München-Ost | Bogenhausen, Ramersdorf, Perlach, Berg am Laim, Trudering, Riem, Haidhausen, Giesing, Harlaching |
| 1949      | 6 München-Ost   | Bogenhausen, Ramersdorf, Perlach, Berg am Laim, Trudering, Riem, Haidhausen, Giesing, Harlaching |